# Pegleromyces collybioides
Pegleromyces collybioides är en svampart som beskrevs av Singer 1981. Pegleromyces collybioides ingår i släktet Pegleromyces och familjen Tricholomataceae.   Inga underarter finns listade i Catalogue of Life.